# ドバイメトロ
ドバイメトロ（مترو دبي / Dubai Metro）は、ドバイ市内で運行されている都市鉄道である。ドバイ政府道路交通局により2路線が営業され、全線で自動運転を行っている。

## 概要
三菱商事、三菱重工業、大林組、鹿島建設、トルコのYapi Merkezi社の計5企業によるジョイントベンチャーにより受注された。シーメンス、アルストム、ボンバルディアの各グループを斥けての受注であった。当初の計画での総予算は3000億円であったが、度重なる計画変更により最終的には7200億円にも達すると報道された。ドバイ政府道路輸送局の総裁は「路線の延伸や駅の増設、デザインの変更などが原因」であると述べており、日本の施工側にも負担が求められる可能性があると報道されていた。

## 車両・設備
車両は近畿車輛製、18 m車両の5両編成である。2008年3月、最初の2編成がドバイに到着した。三菱電機製IGBT素子式VVVFインバーターを採用。
車両先頭部は都市鉄道としては珍しい流線型を採用しており、集電は第三軌条方式。駅構内や車内の案内は全てアラビア語と英語で表示され、非接触式ICカード乗車券「Nol Card」に対応した自動改札を備える。
また、端の1両は日本のグリーン車に相当する「ゴールドクラス」と、女性と子供専用（朝夕のみ）となっており、端の1両は2つドアであり他は3つドアである。車内はクーラーがかかっており車両頭部は運転席が付いていないために前展望が楽しめる。路線に関係なく車両は共通である。

## 路線

### アフマル線
- 2009年9月9日開業[1]（距離的には約8割、駅は10駅のみの開業[1]）
- 2010年3月11日に全駅開業、1日約20万人の利用客を見込んでいる。
- 全長約56.5 km（地下区間4.7 km）、全34駅
- 2021年1月1日にジャバル・アリ駅～アル・フルジャ駅間が開業
- 2021年6月1日にアル・フルジャ駅～エキスポ2020駅までの区間が開業。
- ジュベル・アリ駅（ジュベル・アリ・フリーゾーン）からドバイ国際空港ターミナル1駅、ドバイ国際空港ターミナル3駅を経由してラシディヤ駅まで結ぶ。
- シェイク・ザーイド・ロード沿いに市中心部を通るので、ジュメイラ・レイク・タワーズ、ドバイマリーナ、ブルジュ・ハリーファ、ドバイモール、エミレーツ・タワーズ、といった主要な観光地を通る。
- ジュメイラ・モノレール（2009年4月30日開業済）を延伸させてレッド・ラインのドバイ・インターネット・シティ駅と接続する計画がある。
- バンクーバー・スカイトレインを抜き世界最長の無人全自動運転（ATO）の鉄道となった。
- グリーンラインとはアル・イッティハード駅、ブルジュマーン駅の2駅で接続する。
- ドバイトラムにドバイ総合商品センター駅とダマク・プロパティズ駅で接続する。
- 女性専用車が1日中設けられている。

### アフダル線
- 2011年9月9日開業
- 全長約22.5 km（地下区間7.9 km）、全20駅
- ドバイクリークの近くにあるクリーク駅とドバイ国際空港付近にあるエティサラット駅の間を、ドバイの市街地を経由して結ぶ。
- 2009年9月に開業したレッドラインと2駅で接続し、ドバイの都心部を網羅した。

### 計画中の路線
- バナフシジー線（Purple Line）
  - 計画中、全長49 km。2012年までの開業を目指していたが、2011年に計画の中止が提案された。
  - ドバイ国際空港とアール・マクトゥーム国際空港を高速道路E44号線沿いに結ぶ。全8駅のうち3駅でチェックインが可能になる予定。2つの空港を直結するのが主な役割であるが、空港と都市との連絡機能も持たせる予定。
- アズラク線（Blue Line）
  - 計画中、全長47 km。2012年までの開業を目指していたが、景気後退の影響で2014年に先送りとなったが、2014年時点での建設着手はされていない。
  - ドバイ国際空港とジュベル・アリ国際空港をエミレーツ・ロード沿いに結ぶ。
- アスファル線（Yellow Line）
  - 計画中。

## 運賃
| Tiers  | ゾーン数                                                  |
| ------ | --------------------------------------------------------- |
| Tier 1 | 1ゾーン内のみでの利用、隣接する別ゾーン境界駅までの利用。 |
| Tier 2 | 隣接する2ゾーン内での利用                                 |
| Tier 3 | 3つのゾーンにまたがっての利用                             |

- シルバーカード・ブルーカード（T1：3AED、T2：5AED、T3：7.5AED）
- レッドカード（T1：4AED、T2：6AED、T3：8.5AED）
- ゴールドカード（T1：6AED、T2：10AED、T3：15AED）

運賃はゾーン制となっており、全てノルカード (nol Card) というICカードでの乗車となる。
運賃が最も安いシルバーカードでは1ゾーン内、あるいは隣接するゾーンの境界駅までのみ利用（T1）が3AED、隣接する2ゾーンにまたがっての利用（T2）が5AED、3つ以上のゾーンにまたがっての利用（T3）が7.5AEDとなっている。しかし、シルバーカードでは7.5 AED以上の金額をチャージしていないと、改札に入ることができない他、初期費用として25 AEDが必要である。
ゴールドクラスの運賃はシルバーカードの2倍である。
一時滞在者・旅行者向けのレッドカードは運賃は4～8.5AEDと割高だが発行料は2AEDと安く、最低運賃から利用でき一日乗車券としても利用可能である。ただし、他の乗車券ではできるバス・トラムなどへの制限時間内での乗り継ぎ利用はできず10回分しかチャージができない。
上記のほかに個人情報が入ったブルーカードでは1週間乗車券、1か月乗車券、1年乗車券として乗ることも可能である。乗車時にこれらのICカードを一定料金分をチャージする必要があるが、自動券売機よりも窓口でチャージする方が容易であるため、窓口が混雑する場合が多い。また、老人、子供、学生などは割引料金で利用可能である。

## 利用方法
改札、乗降に関しては世界各地の都市高速鉄道と大きく変わらないが、ルールが厳格である。駅と車両内での飲食は一切厳禁であり、居眠りも禁止されている。もし見つかった場合は高額の罰金が科せられる。

## ギャラリー

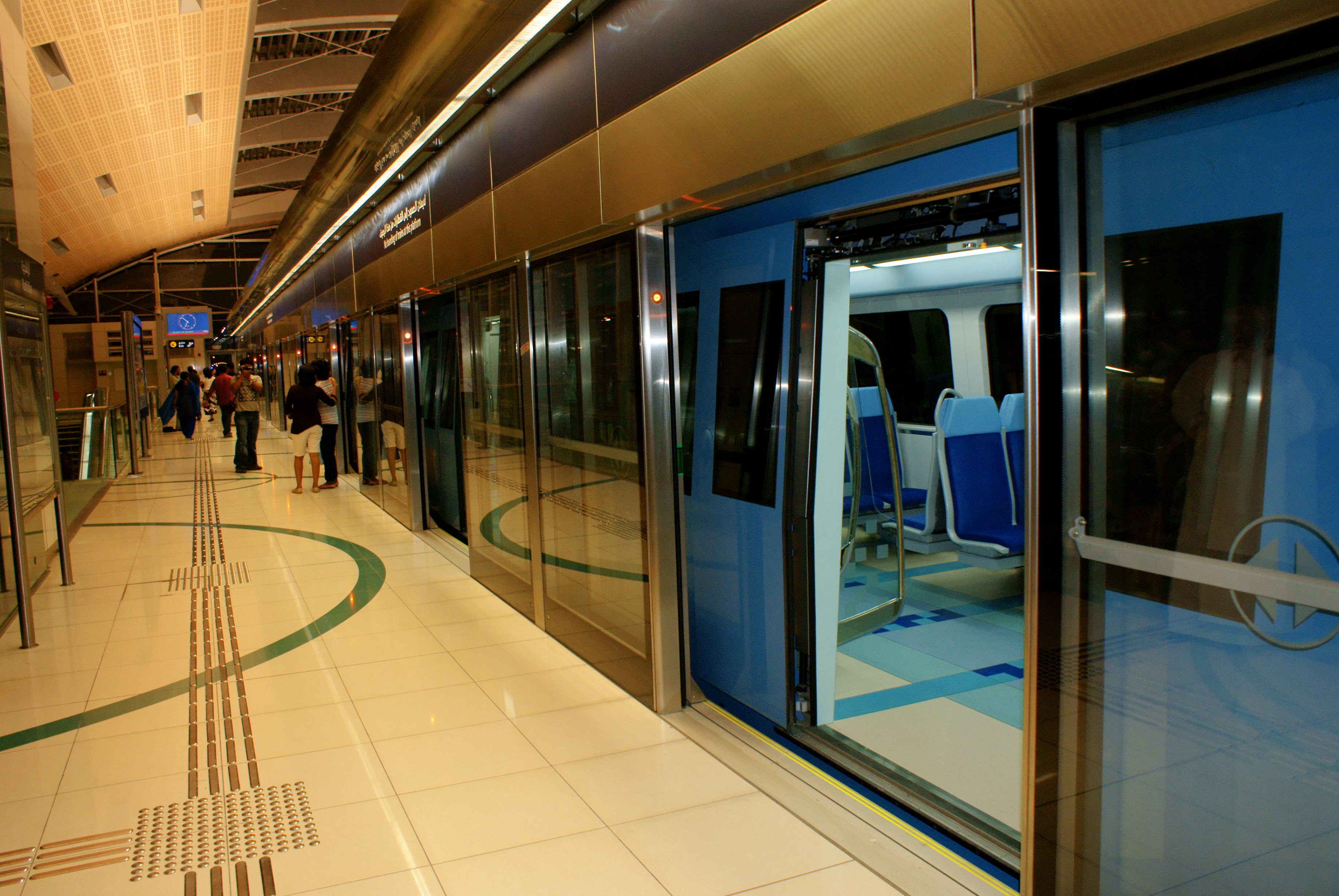
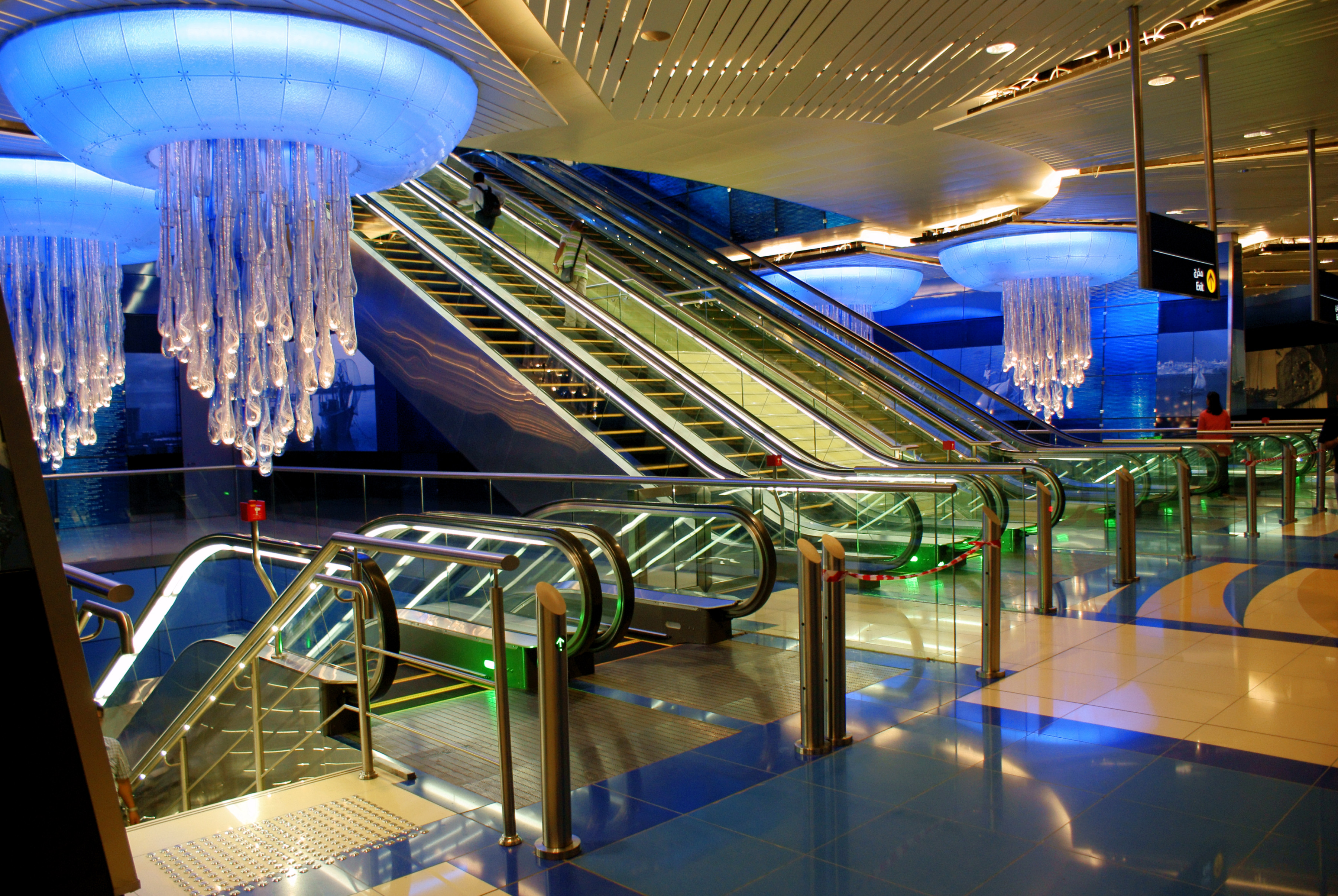
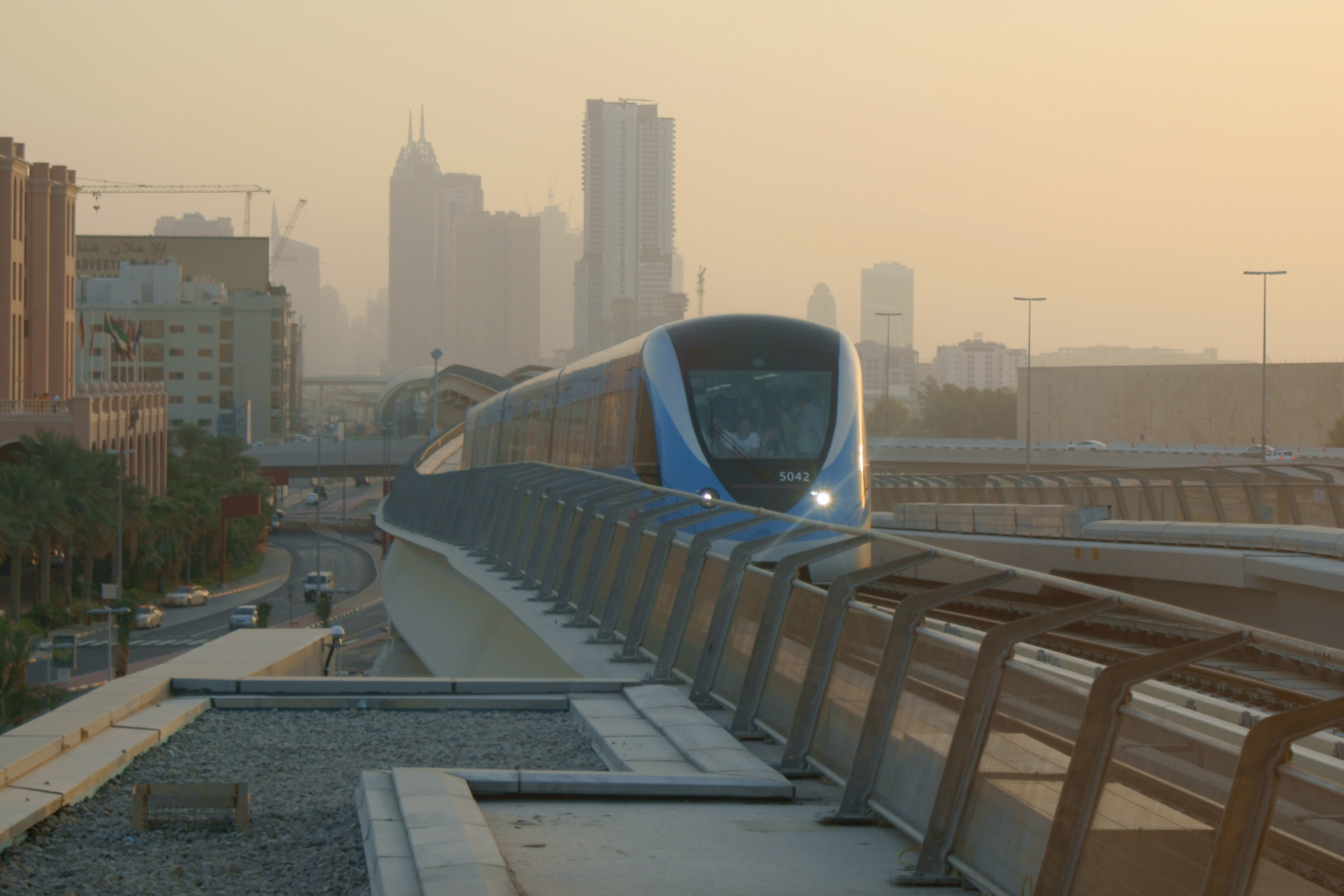
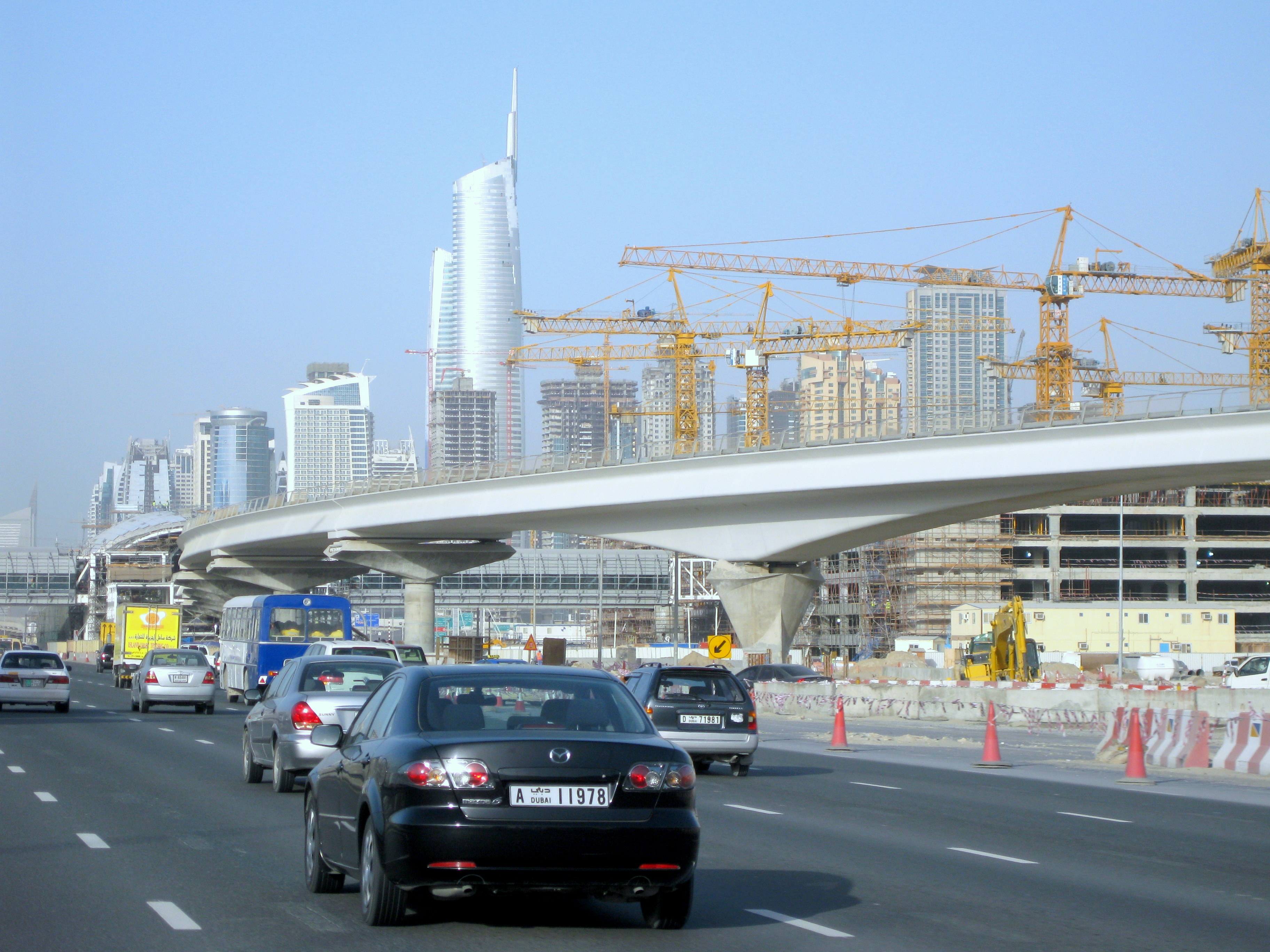
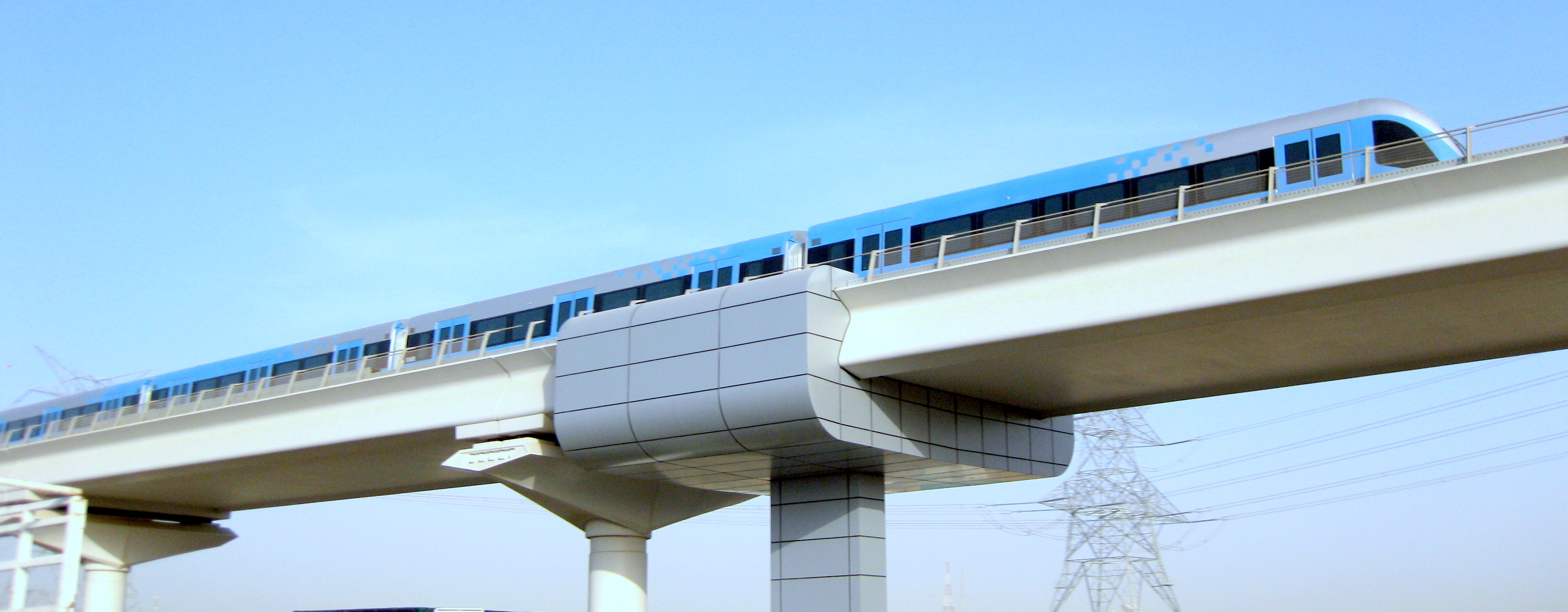
走行試験中のアフマル線
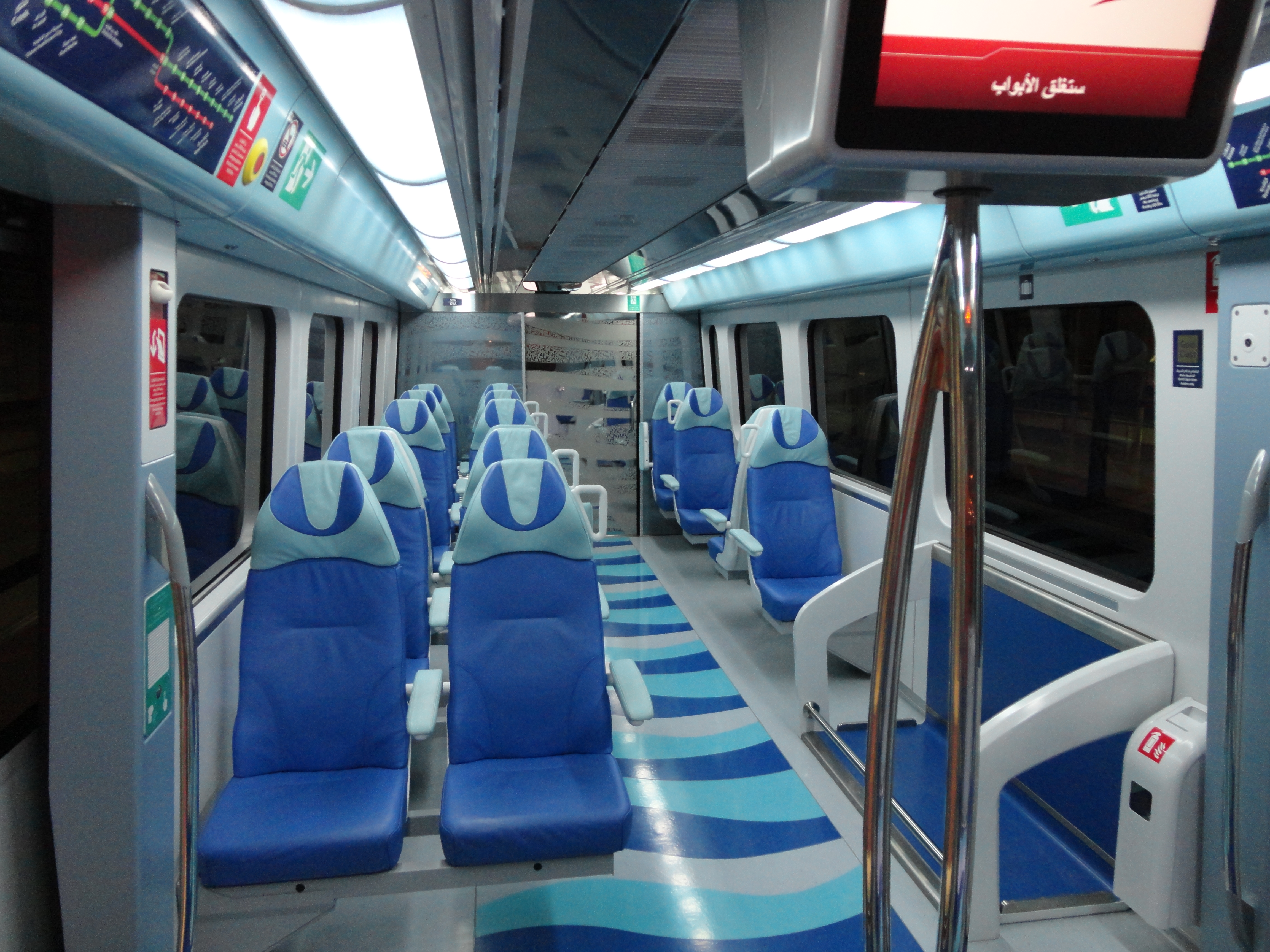
ゴールドクラス車両内
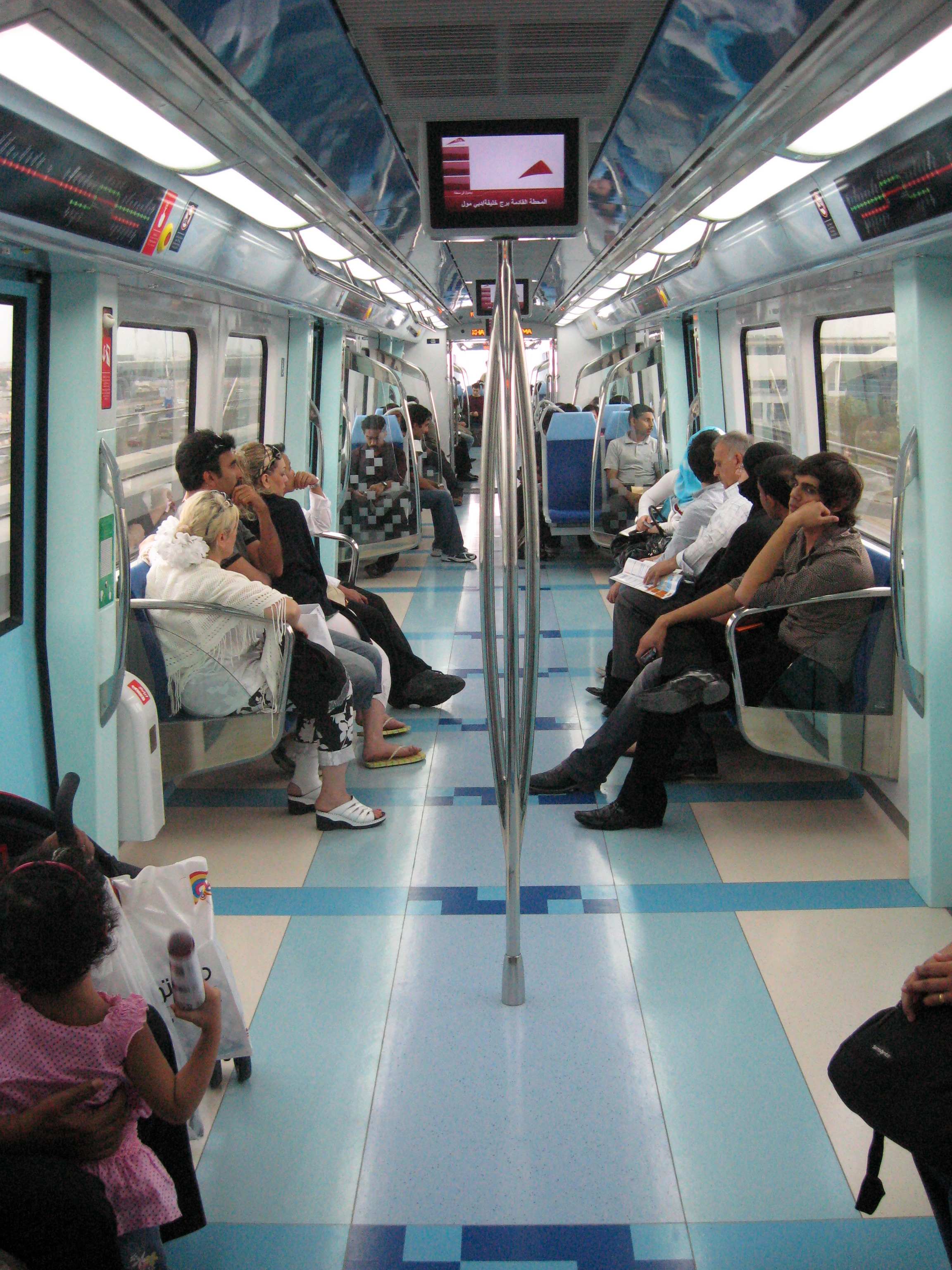
一般車両の車内